# Jan Edling
Jan Lennart Edling, född 2 maj 1947 i Stockholm, är analytiker vid det egna företagen Flexicurity (grundat 2003). Han har tidigare arbetat vid Storstockholms Bostadsförmedling 1975-78), Försäkringsförbundet (1978-87), LO 1987-2005, Verket för innovationssystem (Vinnova) 2005-12.
I maj 2005 valde Edling att säga upp sig från sin tjänst vid LO i protest mot att LO:s ledning inte velat godkänna en utredning som han gjort. Utredningen, Alla behövs, handlade bland annat om de regionala skillnaderna vad gäller arbetslöshet, sjukfrånvaro och förtidspension. I rapporten dras slutsatsen att det inte är mer arbetsmarknadspolitik eller fler räntesänkningar som löser problemen, utan en mer målinriktad näringspolitik för att skapa konkurrenskraftiga regioner. Enligt Edling fanns en oro inom LO:s ledning för att innehållet i rapporten var alltför politiskt känsligt och därför kunde komma att spela politiska motståndare i händerna.